# Lisa Schrammel
Lisa Schrammel (* 25. Jänner 1986 in Schwaz, Tirol) ist eine österreichische Schauspielerin und Sprecherin.

## Leben
Lisa Schrammel absolvierte ihre Ausbildung in Schauspiel, Gesang und Tanz in Wien. Ihre Theaterengagements führten sie ans Stadttheater Klagenfurt, das Grazer Kinder- und Jugendtheater Next Liberty, wo sie Teil des Ensembles war und verschiedene Wiener Bühnen wie das Theater Drachengasse  und das Theater Phönix in Linz.
2016 übernahm sie die Rolle der Staatsanwältin in der österreichischen Erstaufführung von Ferdinand von Schirachs Terror. Seit 2017 ist sie festes Ensemblemitglied am Theater an der Gumpendorfer Straße in Wien.
2022 verkörperte sie in der Uraufführung von „Monster und Margarete“ von Thomas Arzt bei den Tiroler Volksschauspielen in Telfs die Titelrolle der Margarete.
Neben ihrer Theaterarbeit ist Schrammel regelmäßig als Sprecherin und bei Film und Fernsehen tätig. Sie spielte unter anderem in den Filmen Die Vermieterin (2023) und 3Freunde2Feinde (2020) mit. 2021 war sie in der Mini-Serie WTF Happened zu sehen.